# Matti (film)
Matti (finska: Matti, elämä on ihmisen parasta aikaa) är en finländsk film från 2006 om den legendariske finländske backhopparen Matti Nykänen, regisserad av Aleksi Mäkelä. En stor del av händelserna i filmen är fiktiva. Jasper Pääkkönen spelar huvudrollen som Matti Nykänen.

## Rollista
- Jasper Pääkkönen – Matti Nykänen
- Peter Franzén – Nick Nevada
- Elina Hietala – Taina
- Elina Knihtilä – Mirva
- Juha Veijonen – Maisteri, tränaren
- Jope Ruonansuu – Oksanen
- Kari Hietalahti – Hammer
- Toni Wahlström – Ylianttila
- Jani Volanen – Nipa
- Jussi Lampi – Jorma Tapio
- Teemu Aromaa – Kojonkoski
- Andreas af Enehielm – Puikkonen
- Matti Onnismaa – Salmela, journalist
- Pekka Laiho – borgmästaren
- Seppo Pääkkönen – Mattis far
- Maija Junno – Mattis mor
- Juho Milonoff – Pertsa
- Jarmo Perälä – Mauri
- Sara Melleri – Kati
- Heikki Nousiainen – ordförande i Finska skidförbundet
- Pekka Autiovuori – chef för idrottsmuseet
- Turkka Mastomäki – första läkaren
- Pekka Huotari – andra läkaren
- Santeri Kinnunen – journalist

## Produktion
Filmen producerades av Solar Films med en budget på 1 600 000 euro och spelades in sommaren 2005 i Esbo, Hangö, Helsingfors, Jyväskylä, Träskända, Högfors, Lahtis, Lojo, Raumo, Riihimäki, Sibbo, Tammerfors, Tusby och Vanda. Filmen distribuerades i Norden av Buena Vista.

### Fotnoter
1. 1 2 3 4 5 6 7 8 9 10 11 12 13 14  Elonet, läs online, läst: 10 september 2022.[källa från Wikidata]
2. ↑  Svensk Filmdatabas, Svenska Filminstitutet, läs online, läst: 10 september 2022.[källa från Wikidata]
3. ↑  ”Matti (2006) - SFdb”. https://www.svenskfilmdatabas.se/sv/item/?type=film&itemid=62027. Läst 10 september 2022.
4. ↑  Aleksi Mäkelä (2006). Matti. https://elonet.finna.fi/Record/kavi.elonet_elokuva_1289814. Läst 10 september 2022